# Arlandria
Arlandria è un singolo del gruppo musicale statunitense Foo Fighters, pubblicato il 18 settembre 2011 come quarto estratto dal settimo album in studio Wasting Light.

## Tracce
1. Arlandria – 4:27

## Formazione
Gruppo
- Dave Grohl – voce, chitarra
- Chris Shiflett – chitarra
- Pat Smear – chitarra
- Nate Mendel – basso
- Taylor Hawkins – batteria

Altri musicisti
- Drew Hester – percussioni

## Classifiche
| Classifica (2011)          | Posizione massima |
| -------------------------- | ----------------- |
| Regno Unito                | 79                |
| Regno Unito (rock & metal) | 1                 |